# Thressa incongruens
Thressa incongruens är en tvåvingeart som först beskrevs av Becker 1913.  Thressa incongruens ingår i släktet Thressa och familjen fritflugor. Inga underarter finns listade i Catalogue of Life.